# 比耶拉洗礼堂

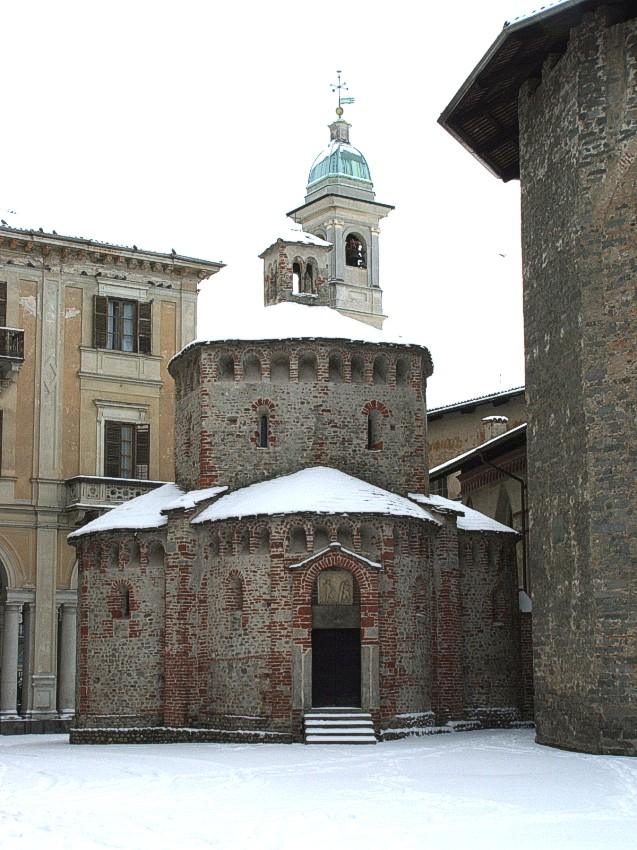

比耶拉洗礼堂（義大利語：Battistero di Biella）是一座天主教宗教建筑，用于洗礼，奉圣洗者若翰为主保圣人，位于意大利皮埃蒙特大区比耶拉。由于其美丽和历史意义，它已成为比耶拉艺术遗产的象征。

## 位置
洗礼堂位于比耶拉市中心，介于市政厅所在地奥罗巴宫和比耶拉圣斯德望主教座堂之间。在意大利街（Via Italia），原翁贝托一世街（Via Umberto I）可以看到这座建筑的背面，紧挨着圣三堂（Chiesa Santissima Trinitá）。

## 建筑
这是一座古老的建筑，建于公元9世纪，位于罗马异教徒陵墓的废墟上。
洗礼堂为罗马式建筑风格，建筑材料使用当地的鹅卵石与砖，底座四面各有一个半圆形后殿，由四角壁柱隔开。门上有罗马晚期的异教徒浅浮雕。内部的湿壁画绘于1318-1319年。